# 復讐のカルテット
『復讐のカルテット』（原題：「姉は生きている」ハングル：언니는 살아있다）は2017年の韓国SBSのテレビドラマ。

## 概要
一人の女が起こした事故によって人生を狂わされた女たちが復讐に燃える物語で悪女を演じたダソムがSBS演技大賞新人賞を受賞した。

## 出演
ヤン・ダリ/セラ・パク：ダソム。
ミン・ドゥルレ：チャン・ソヒ
キム・ウニャン：オ・ユナ
カン・パリ：キム・ジュヒヨン

## スタッフ
- 演出：チェ・ヨンフン
- 脚本：キム・スノク